# Il était une fois en Chine 4 : La Danse du dragon
Série
Il était une fois en Chine 3 : Le Tournoi du Lion Il était une fois en Chine 5 : Dr Wong et les pirates
Pour plus de détails, voir Fiche technique et Distribution.
Il était une fois en Chine 4 : La Danse du dragon (黃飛鴻之四王者之風, Wong Fei Hung IV: Wong je ji fung) est un film d'arts martiaux sorti en 1993, quatrième volet de la série Il était une fois en Chine, qui en compte six.

## Synopsis
Wong Fei-hung et ses disciples se trouvent pris dans les tourments de la colonisation. Les grandes puissances étrangères cherchent en effet plus que jamais à faire de la Chine un dominion. Un tournoi de danse du dragon est organisé par les Allemands et leurs alliés du moment pour mettre à l'épreuve les Chinois. Wong Fei Hung est invité à représenter la Chine. Le docteur et maître en kung-fu devra également faire face aux élans nationalistes de certains Chinois et en particulier d'une secte de femmes.

## Fiche technique
- Titre français : Il était une fois en Chine 4 : La Danse du dragon
- Titre original : 黃飛鴻之四王者之風 (Wong Fei Hung IV: Wong je ji fung)
- Titre anglais : Once Upon a Time in China 4
- Réalisation : Yuen Bun (ja)
- Producteur : Ng See-Yuen et Tsui Hark
- Chorégraphe : Yuen Bun
- Scénariste : Pik-yin Tang et Tsui Hark
- Monteur : Marco Mak
- Pays d'origine : Hong Kong
- Genre : Kung-fu, aventure, action
- Durée : 102 minutes
- Dates de sortie :

 Hong Kong : 8 novembre 1993
 France : 8 novembre 2000

## Distribution
- Chiu Man-cheuk : Wong Fei-hung
- Mok Siu-chung (VF : Thierry Ragueneau) : Leung Fu
- Jean Wang : Tante May
- Shun Lau : Wong Kei-ying
- Xiong Xin-xin : Pied-bot
- Wang Jin-Hua : La dame de la "Lanterne Rouge"
- Chin Kar-lok : Lui
- Billy Chow : Lee Wong
- Louis Roth : Père Thomas